# Gare de Chevrières
Gare de Chevrières vasútállomás Franciaországban, Chevrières településen.

## Vasútvonalak
Az állomást az alábbi vasútvonalak érintik:
- Creil–Jeumont-vasútvonal

## Kapcsolódó állomások
A vasútállomáshoz az alábbi állomások vannak a legközelebb:
- Gare de Pont-Sainte-Maxence
- Gare de Longueil-Sainte-Marie